# Jüdische Gemeinde Zwittau
Die Jüdische Gemeinde in der mährischen Stadt Zwittau, heute Svitavy, entstand offiziell um 1888/90 und wurde durch die Verfolgungen in der Zeit des Nationalsozialismus ausgelöscht. 

## Geschichte
Bis um 1840/50 bestand für Juden ein Ansiedlungsverbot und jüdische Händler durften sich nur tagsüber in der Stadt aufhalten. Nach der Aufhebung des Ansiedlungsverbots ließen sich 1850 die ersten jüdischen Familien aus Boskowitz und Gewitsch in der Stadt nieder. Ungefähr 20 Jahre später wurde ein Minjan-Verein gegründet und ein Betraum für den Gottesdienst angemietet. Anfang der 1930er Jahre lebten in Zwittau etwa 170 Juden. Infolge der Annexion des Sudetenlandes im Jahre 1938 flüchteten die meisten Juden aus der Stadt Zwittau. Die noch in der Stadt geblieben waren, wurden deportiert, nur wenige überlebten im Ghetto Theresienstadt.

## Friedhof
Im Jahr 1892 wurde von der jüdischen Gemeinde ein eigener Friedhof angelegt, der sich an der Straße nach Mährisch-Trübau befindet. 2003 wurde der Friedhof wieder hergerichtet und es wurde ein Mahnmal zur Erinnerung an die Opfer des Holocaust aufgestellt.

## Synagoge
Im Jahr 1902 wurde eine repräsentative Synagoge errichtet, die auf eine wohlhabende jüdische Gemeinde schließen lässt. Während der sogenannten Kristallnacht wurde die Inneneinrichtung der Synagoge von örtlichen Nationalsozialisten zerstört. Heute dient das profanierte Synagogengebäude als Ausstellungs- und Konzertsaal.